# Kruiningergors
Kruiningergors is een buurtschap en een voormalig waterschap in de gemeente Voorne aan Zee in de Nederlandse provincie Zuid-Holland en telt 170 inwoners.
Het ligt aan de Brielse Maas aan de noordzijde van Oostvoorne. In de zomermaanden wordt het aantal inwoners verveelvoudigd; bij Kruiningergors ligt een jachthaven met een groot bijbehorend vakantiepark.
Zuid-Holland: Steden en dorpen      Nederland: Provincies · Gemeenten